# Marie-Christine d'Autriche-Teschen (1879-1962)
Pour les articles homonymes, voir Marie-Christine d'Autriche (homonymie).
Marie-Christine Isabelle Nathalie de Habsbourg-Lorraine-Teschen, archiduchesse d'Autriche, princesse de  Bohême et de Hongrie, née à Cracovie le 17 novembre 1879 et morte à Anholt le 6 août 1962, est un membre de la Maison impériale et royale d'Autriche-Hongrie.

## Biographie
L'archiduchesse est la fille aînée de l'archiduc Frédéric et de la princesse Isabelle de Croÿ.  Elle est la nièce et filleule de la reine-régente d'Espagne Marie-Christine d'Autriche, mère du roi Alphonse XIII d'Espagne, dont elle porte le prénom. L'archiduchesse sera très proche de sa marraine et se rendra fréquemment en Espagne. Elle reçut pour parrain son grand-oncle, le fameux archiduc Albert, duc de Teschen, chef de file du mouvement conservateur à la cour de Vienne. Trois autres de ses tantes ont épousé des souverains : ses  grand-tantes, l'archiduchesse Marie-Thérèse, décédée en 1867, avait épousé le roi Ferdinand II des Deux-Siciles, l'archiduchesse Marie-Henriette a épousé en 1853 le futur roi Léopold II de Belgique, sa tante l'archiduchesse Marie-Thérèse de Modène (1849-1919), a épousé en 1869 le prince Louis de Bavière qui deviendra roi de Bavière en 1913.
L'archiduchesse  est donc une proche cousine de l'archiduchesse-héritière Stéphanie de Belgique, de l'archiduc François-Ferdinand d'Autriche, du prince royal Rupprecht de Bavière.
Elle reçoit l'éducation d'une princesse de son rang, participe aux réunions familiales et aux célébrations religieuses. Son enfance et son adolescence sont marquées par les tragédies qui frappent la Maison impériale et royale notamment la mort tragique et scandaleuse de l'archiduc-héritier en janvier 1889 et l'assassinat de l'impératrice en 1898. Plus intimement, l'archiduchesse perd deux de ses sœurs cadettes : l'archiduchesse Stéphanie meurt en 1890 à l'âge de 4 ans, l'archiduchesse Nathalie en 1898 à l'âge de 14 ans.

## Les ambitions d'une mère
L'archiduchesse est l'aînée d'une nombreuse fratrie qui ne compte que des filles jusqu'à la naissance tardive d'un frère en  1897. La mère de l'archiduchesse, femme talentueuse mais ambitieuse, se soucie de l'avenir conjugal de ses filles et se réjouit des visites fréquentes que lui rend l'archiduc François-Ferdinand, héritier du trône austro-hongrois et futur chef de la Maison impériale et royale. Elle  suppose que cette assiduité est due à l'intérêt que  l'archiduc, toujours célibataire à plus de 30 ans, porterait à sa fille aînée jusqu'au jour où un serviteur remet à la duchesse de Teschen la montre que l'archiduc-héritier a oubliée sur un banc du jardin. La duchesse ouvre la montre espérant y trouver le portrait de sa fille. Horrifiée, elle constate que le portrait est celui d'une de ses dames d'honneur. Elle chasse avec véhémence celle qu'elle considère comme une traitresse. Le scandale est immense mais l'archiduc-héritier, en homme d'honneur, émet ouvertement  sa volonté d'épouser la femme de son choix bien que l'intéressée ne soit pas issue d'une dynastie souveraine. Pendant cinq ans, il se bat contre le conventions de son milieu mais surtout les règles de  succession au trône. L'empereur, fort contrarié, transige dans la mesure où l'archiduc-héritier en  renonçant à ses droits au trône transmettrait ceux-ci à son frère, un débauché notoire.

## Une princesse auXXesiècle

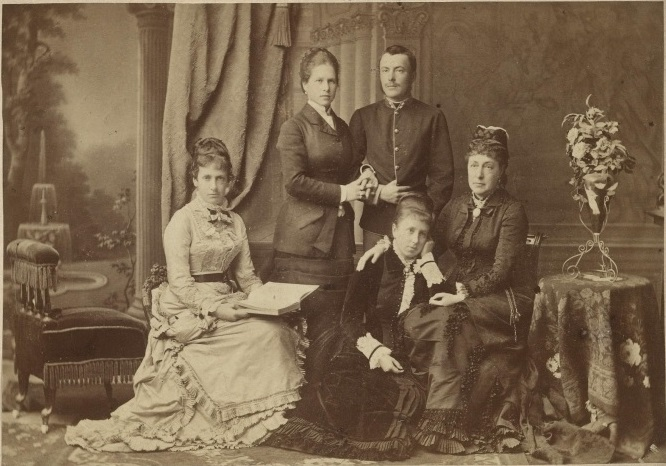
La famille de l'archiduchesse Marie-Christine (1878).
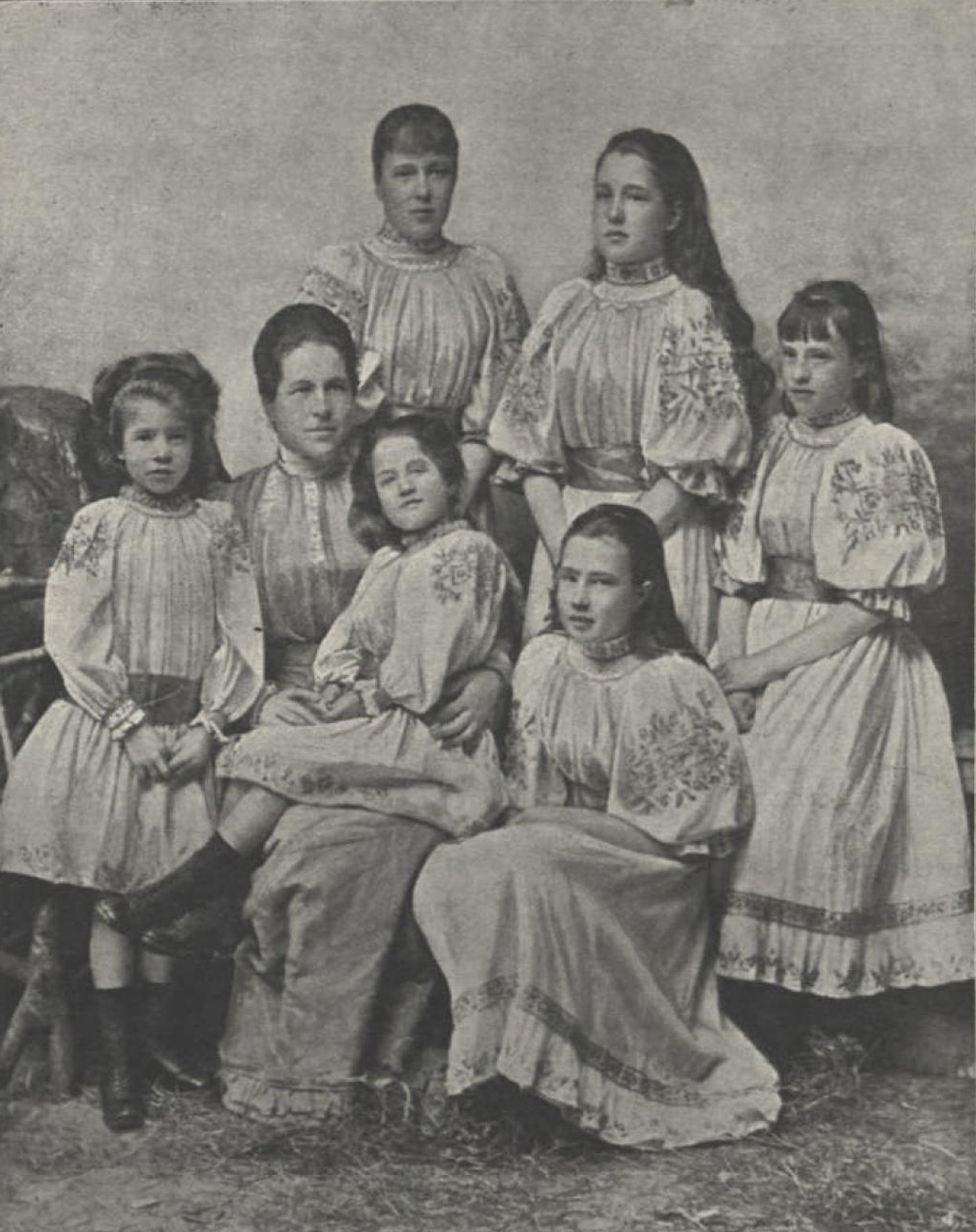
L'archiduchesse Isabelle et ses filles (1898)
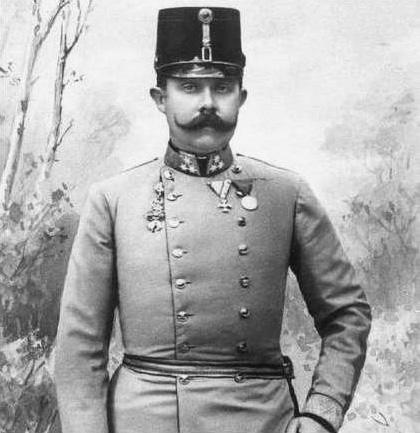
L'archiduc-héritier, prétendu prétendant
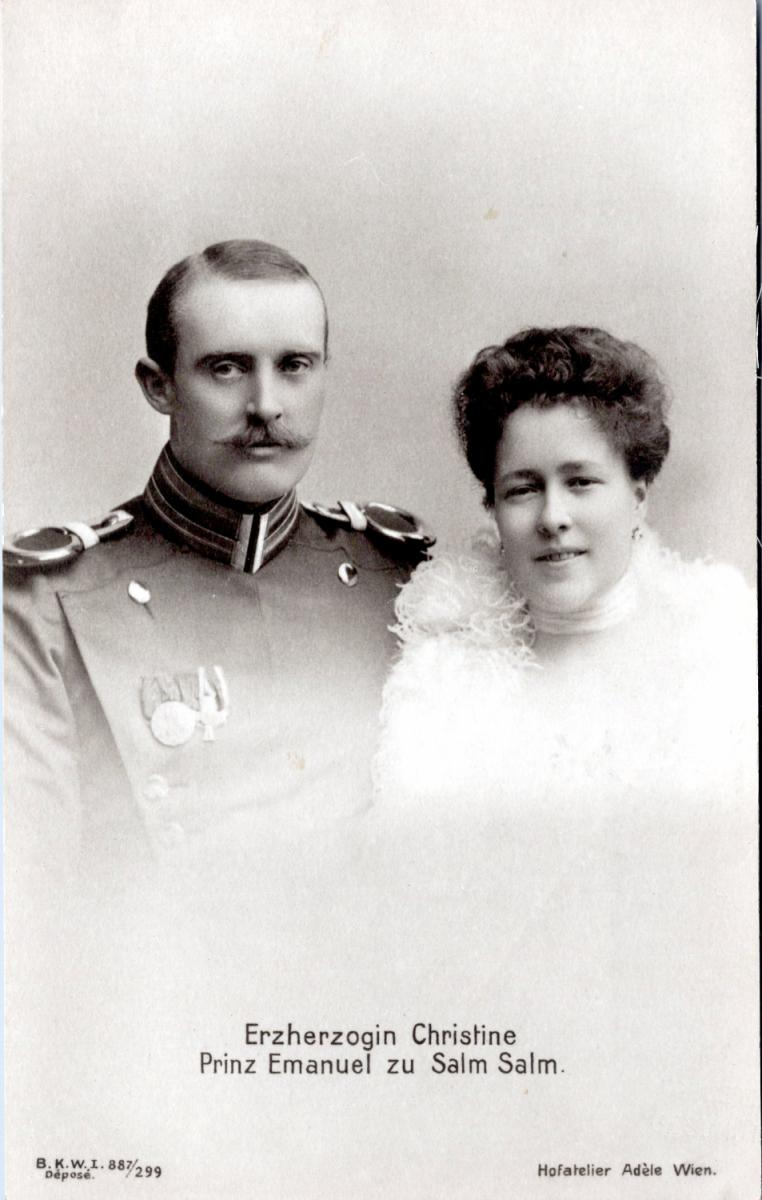
Le prince et la princesse héréditaires de Salm-Salm (1902)
L'empereur (1899)

Le 10 mai 1902, en présence de l'empereur François-Joseph, l'archiduchesse Marie-Christine épouse le prince Emmanuel de Salm-Salm (1871-1916) (de).
Cinq enfants naîtront de cette union :
- Isabelle (1903-2009) épouse Félix, comte de Löe
- Rosemary (1904-2001) épouse l'archiduc Hubert-Salvator, prince de Toscane
- Nicolas-Léopold, prince souverain de Salm-Salm (1906-1988)
- Cécile (1911-1991) épouse François-Joseph prince de Salm-Reifferscheidt-Krautheim und Dyck
- François, prince de Salm-Salm (1912-1917)

Le 28 juin 1914, l'archiduc-héritier et son épouse morganatique sont assassinés par un terroriste serbe à Sarajevo. L'Autriche-Hongrie déclare la guerre à la Serbie. Cette guerre qui devait être courte et localisée se mue rapidement en un conflit généralisé qui durera plus de quatre années. 
Tandis que le père de la princesse est généralissime de l'armée impériale et royale Austro-hongroise, son mari est officier dans l'armée Allemande. En 1915, la mort de son grand-père fait de lui le prince héréditaire de Salm-Salm. Fait prisonnier par les Anglais, il est détenu à Gibraltar. Pour être plus proche de son mari, la princesse héréditaire se rend en Espagne - elle est la nièce et filleule de la reine-mère -. Libéré, le prince héréditaire est envoyé sur le front russe.  Il tombe au champ d'honneur en Biélorussie pendant l'offensive Broussilov.  Peu après, le princesse héréditaire perd son fils cadet âgé de 5 ans. Confrontées à la défaite et à la révolution, les monarchies allemandes et austro-hongroises s'effondrent en 1918. Le prince Nicolas-Léopold succéda à son grand-père en 1923. Son fils aîné meurt à 14 ans, victime des bombardements alliés de mars 1945 qui détruisirent Anholt à 97 % mais mirent fin à la seconde guerre mondiale et au nazisme. 
La princesse héréditaire Marie-Christine survivra plus de quarante ans à son mari mais aussi aux tragédies qui endeuillèrent l'Europe. Ayant traversé la période nazie et la Seconde Guerre mondiale, elle mourra dans son château d'Anholt pendant la guerre froide à l'âge de 82 ans.